# Borownica (Basses-Carpates)
Pour les articles homonymes, voir Borownica.
Borownica [bɔrɔvˈnit͡sa] est un village du sud-est de la Pologne situé dans le district administratif de Bircza, dans le powiat de Przemysl, un comté de la voïvodie de Silésie.

## Personnalités liées au village
- Julian Stanczak (1928-2017), peintre, né à Borownica